# This Is What You Came For
Singles de Calvin Harris et Rihanna
How Deep Is Your Love
(2015) Hype
(2016)
Singles par Rihanna
Needed Me
(2016) Sledgehammer
(2016)
This Is What You Came For est une chanson du DJ et musicien écossais Calvin Harris avec la chanteuse barbadienne Rihanna, sortie en 2016.

## Genèse
Calvin Harris a présenté l'enregistrement final à Rihanna, deux semaines avant sa sortie. Au cours de la performance du DJ au Festival Coachella, Harris a fait écouter cet enregistrement final à Rihanna et son manager dans sa loge. L'auteure-compositrice-interprète américaine Taylor Swift, initialement créditée du pseudonyme de Nils Sjöberg, a écrit la chanson.
Calvin Harris a annoncé le single sur son compte Twitter, deux jours avant sa sortie.
C'est la troisième collaboration entre les deux artistes, après We Found Love et Where Have You Been, tous deux sorties en 2011.

## Liste des pistes
| 1. | This Is What You Came For | 3:41 |

| 1. | This Is What You Came For (Extended Remix)            | 4:47 |
| 2. | This Is What You Came For (Dillon Francis Remix)      | 3:43 |
| 3. | This Is What You Came For (R3hab vs Henry Fong Remix) | 4:18 |
| 4. | This Is What You Came For (R3hab Remix)               | 2:30 |
| 5. | This Is What You Came For (Grandtheft Remix)          | 3:01 |
| 6. | This Is What You Came For (Tony Junior Remix)         | 3:35 |
| 7. | This Is What You Came For (Bobby Puma Remix)          | 4:44 |

## Charts hebdomadaires
| Classements (2016-17)                   | Position |
| --------------------------------------- | -------- |
| Allemagne (Media Control AG)            | 5        |
| Australie (ARIA)                        | 1        |
| Autriche (Ö3 Austria Top 40)            | 4        |
| Belgique (Flandre Ultratop 50 Singles)  | 4        |
| Belgique (Wallonie Ultratop 50 Singles) | 4        |
| Canada (Hot 100)                        | 1        |
| Danemark (Tracklisten)                  | 3        |
| Écosse (OCC)                            | 1        |
| Espagne (PROMUSICAE)                    | 3        |
| États-Unis (Hot 100)                    | 3        |
| Finlande (Suomen virallinen lista)      | 3        |
| France (SNEP)                           | 5        |
| Irlande (IRMA)                          | 1        |
| Italie (FIMI)                           | 4        |
| Norvège (VG-lista)                      | 3        |
| Nouvelle-Zélande (RMNZ)                 | 2        |
| Pays-Bas (Nederlandse Top 40)           | 3        |
| Pays-Bas (Single Top 100)               | 3        |
| Royaume-Uni (UK Singles Chart)          | 2        |
| Suède (Sverigetopplistan)               | 3        |
| Suisse (Schweizer Hitparade)            | 3        |

## Certification
| Région                                                                                                 | Certification | Ventes/Streams |
| --- | ------------- | -------------- |
| France (SNEP)                                                                                          | Diamant       |                |
| *Ventes selon la certification ^Mise en rayon selon la certification xNon précisé par la certification |               |                |

## Vidéo
Le clip de la chanson est sorti le 17 juin 2016.
En novembre 2016, le clip atteint le milliard de visionnages sur YouTube.
- [vidéo] « Calvin Harris - This Is What You Came For (Official Video) ft. Rihanna », sur YouTube